# Sant Ximpli dels Hostalets d’en Bas

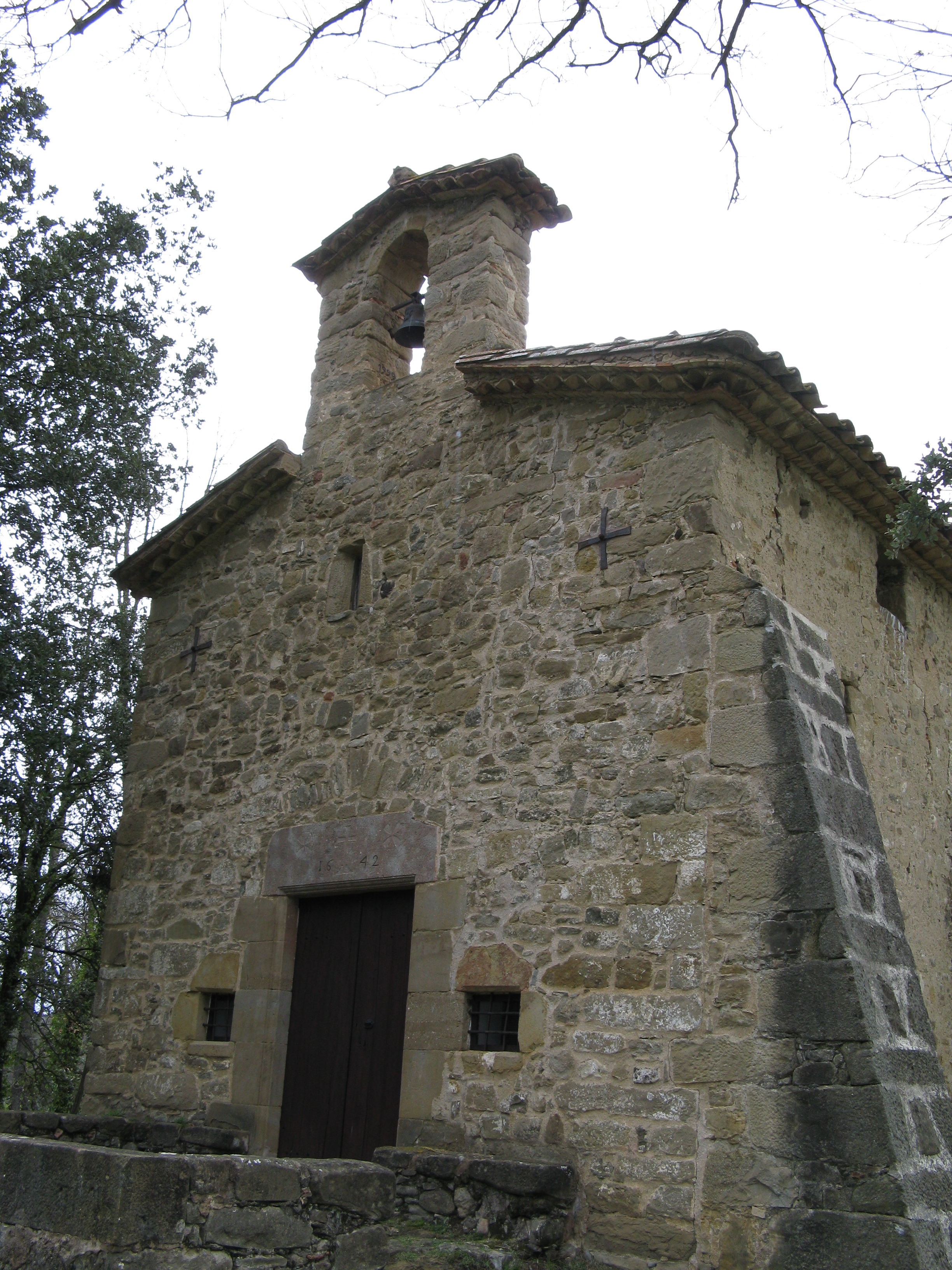
Die barocke Kapelle Sant Ximpli in Hostalets d’en Bas

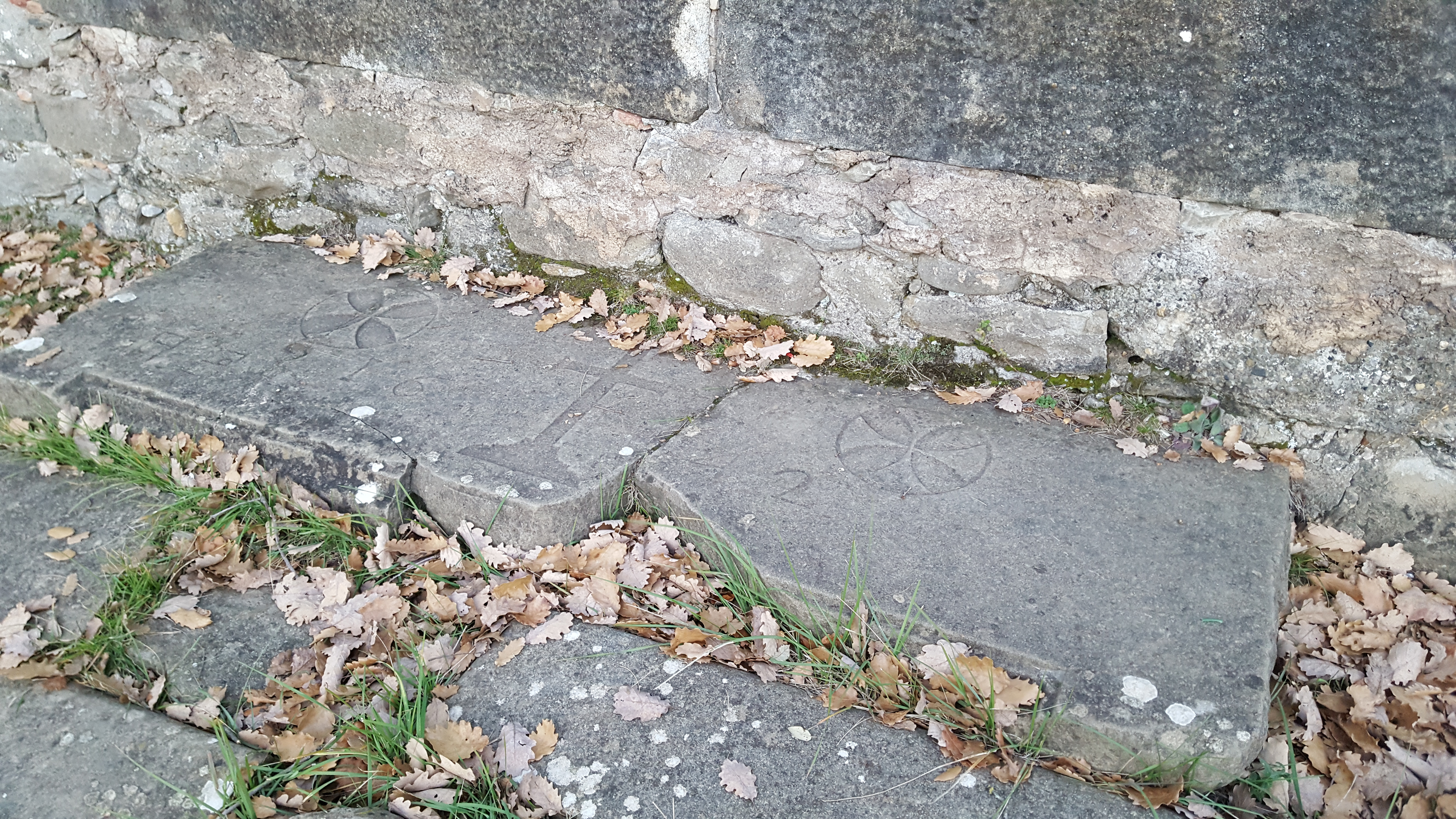
Der als Trittstein benutzte, zerbrochene, ursprüngliche Türsturz der Kapelle Sant Ximpli

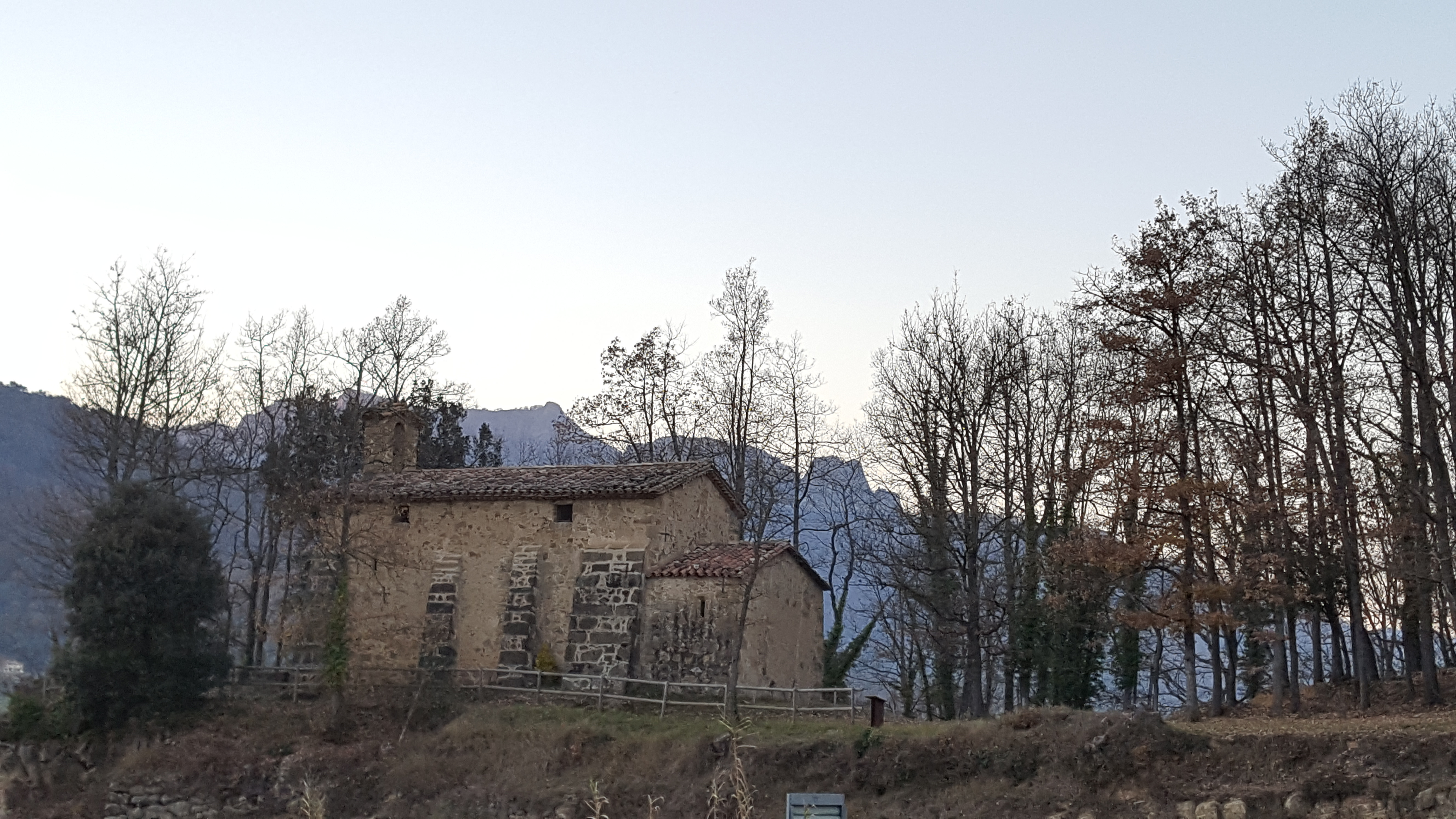
Das Panorama der Felswände von Falgars als Hintergrund der Kapelle Sant Ximpli

Sant Ximpli dels Hostalets d’en Bas (auch: Sant Simplici dels Hostalets d’en Bas) ist eine kleine bäuerliche Kapelle in der Nähe von Hostalets d’en Bas nahe bei Olot in Katalonien, Spanien, die auf das Jahr 1350 datiert. Die Kapelle wurde ursprünglich in romanischer Bauweise mit einer Glockenwand und einer rechteckigen Apsis errichtet. Die Kapelle wurde im 17. Jahrhundert in der Zeit des Barocks baulich sehr stark umgestaltet. Sie ist auf einem Hügel in 506 Höhe gelegen, von dem man eine unglaubliche Aussicht auf die Felswände von Falgars in der Garrotxa hat. Die Kapelle steht in enger Verbindung zu dem alten in der Nähe gelegenen Großbauernhof „El Terrús“ und dem alten, durch einen dichten Wald führenden Handelsweg von Olot nach Vic. Aus diesem Kontext heraus rühren einige Legenden rund um diese Kapelle. Dieser alte Handelsweg von Olot nach Vic ist gleichzeitig Teil des örtlichen Jakobsweges und die Kapelle eine Station desselben. Sie ist als katalanisches Kulturgut von lokalem Interesse eingestuft.

## Das Gebäude
Das Gebäude ist auf einem rechteckigen Grundriss errichtet. Auf der abrutschgefährdeten Südseite stützen vier auf der nördlichen Seite ein breiter Strebepfeiler die Konstruktion. Spätere Sicherungen der Gebäudestatik erfolgten sichtbar auf der Außenfassade mit eisernen Mauerankern. An das Kerngebäude schließt östlich eine rechteckige Apsis an. Die Glockenwand enthält eine Glocke aus Gusseisen. Die Eingangstür wird von einem großformatigen steinernen Türsturz – datiert auf das Jahr 1642 – gebildet, der von ähnlich dimensionierten steinernen Seitenteilen gestützt wird. Dieser Türsturz ist eine detailgenaue Kopie eines älteren zerbrochenen Türsturzes, der noch im westlichen Vorbereich der Kirche als Trittstein dient.

## Geschichten
Die enge Verbindung zu den umliegenden alten Bauerngütern und die Lage an einem durch einen dichten Wald führenden alten Handelsweg erweist sich auch in folgender bäuerlichen Legende: Plötzlich begann jede Nacht die Glocke der Kirche zu läuten. Die herannahenden Bauern sahen einen Priester als Skelett die Messe lesen. Dieser suchte jedoch vergeblich einen ihn assistierenden Ministranten. Der um Rat gefragte Bischof von Girona erkannte in dem Priesterskelett eine Seele aus dem Fegefeuer, die in dem Messelesen ihre Erlösung suchte. Entsprechend suchte man einen jungen Messdiener, den man bat, einen fürchterlich aussehenden Priester beim Lesen der Messe zu assistieren. Man verband dem Jungen die Augen. Der Skelettpriester hielt – assistiert von dem jungen Ministranten – die Messe. Anschließend war dieser Skelettpriester niemals mehr gesehen und die Glocken der Kapelle schwiegen in der Nacht.